# Прямий круговий циліндр

Прямий круговий циліндр.

Прямий круговий циліндр — це циліндр, твірні якого перпендикулярні до основ. Таким чином, у прямому круговому циліндрі твірна і висота мають однакові розміри. Його також називають циліндром обертання, оскільки його можна отримати обертанням прямокутника зі сторінами {\displaystyle r} і {\displaystyle g} навколо однієї з його сторін. Закріпивши {\displaystyle g} як сторону, навколо якої відбувається обертання, ми отримуємо, що сторона {\displaystyle r}, перпендикулярна до {\displaystyle g}, буде радіусом циліндра.
Окрім прямого кругового циліндра, існує також похилий круговий циліндр, який характеризується відсутністю твірних, перпендикулярних до основ.
Прикладами об’єктів, які мають форму правильного круглого циліндра, є деякі банки та свічки.

## Елементи прямого кругового циліндра
Основи: два паралельних і рівних кола;
Вісь: пряма, визначена двома центрами основ циліндра;
Висота: відстань між двома площинами основ циліндра;
Твірні (гератриси): відрізки, що паралельні осі і закінчуються в точках кіл основ.

## Бічна площа та площа поверхні

Зображення циліндра та розгортка його бічної поверхні.

Бічна поверхня прямого циліндра складається з твірних. Її площу можна отримати шляхом добутку довжини кола основи на висоту циліндра. Отже, площа бічної поверхні визначається як:
- {\textstyle S_{0}=2\pi rh}[2].

- {\displaystyle S_{0}\,} – площа бічної поверхні циліндра;
- {\displaystyle \pi \,} становить приблизно 3,14;
- {\displaystyle r\,} – відстань між бічною поверхнею циліндра та віссю, тобто значення радіуса основи;
- {\displaystyle h\,} – висота циліндра;
- {\displaystyle 2\pi r} — довжина кола основи, оскільки {\displaystyle \pi ={\frac {C}{2r}}}, тобто, {\displaystyle C=2\pi r}[5].

Зауважте, що у випадку прямого кругового циліндра висота й твірна мають однакові розміри, тому бічна площа також може бути задана за формулою:
- {\displaystyle S_{0}=2\pi rg}.

Площа основи циліндра дорівнює площі круга (в цьому випадку ми покладемо, що круг має радіус {\displaystyle r} ):
- {\displaystyle S_{1}=\pi r^{2}}.

Щоб обчислити загальну площу прямого кругового циліндра, потрібно просто додати площу бічної сторони до площі двох основ:
- {\displaystyle S=S_{0}+2\cdot S_{1}}.

Заміна {\displaystyle S_{0}=2\pi rh} і {\displaystyle S_{1}=\pi r^{2}}, ми маємо:
- {\displaystyle S=2\pi rh+2\pi r^{2}} {\displaystyle \Rightarrow S=2\pi r(h+r)}

або навіть
- {\displaystyle S=2\pi r(g+r)}.

## Об'єм

Ілюстрація циліндра та призми з висотою. Зверніть увагу, що площа основи кожного тіла дорівнює.

Відповідно да принципа Кавальєрі, який визначає, що якщо два тіла однакової висоти з конгруентними площами основи розташованими на одній площині перетинає будь-яка інша площина, паралельна цій площині, вона утворює як перерізи два багатокутники з однаковими площами, тому об’єми двох тіл будуть однаковими. Використовуючи цей факт, можна визначити об’єм циліндра.
Об’єм циліндра можна отримати так само, як об’єм призми з тією ж висотою і такою ж площею основи. Тому просто помножте площу основи на висоту:
- {\displaystyle V=S\cdot h}.

Оскільки площа круга радіуса {\displaystyle r\,}, який є основою циліндра, задається формулою {\displaystyle S=\pi r^{2}}, то з цього випливає, що:
- {\displaystyle V=\pi r^{2}h} [2]

або навіть
- {\displaystyle V=\pi r^{2}g} .

## Рівносторонній циліндр

Ілюстрація циліндра, описаного навколо сфери радіуса. Зверніть увагу, що циліндр рівносторонній.

Рівносторонній циліндр – це правильний круговий циліндр, у якого діаметр основи дорівнює висоті (твірній).
Тоді, вважаючи, що радіус основи рівностороннього циліндра дорівнює {\displaystyle r\,}, маємо, що діаметр основи цього циліндра дорівнює {\displaystyle 2r\,} а його висота становить {\displaystyle 2r\,}.
Його бічну площу можна отримати, замінивши значення висоти на {\displaystyle 2r}:
- {\displaystyle S_{0}=2\pi r\cdot 2r}{\displaystyle \Rightarrow S_{0}=4\pi r^{2}}.

Аналогічним чином можна отримати результат для площі всієї поверхні:
- {\displaystyle S=2\pi r(h+r)}{\displaystyle \Rightarrow S=2\pi r(2r+r)}{\displaystyle \Rightarrow S=2\pi r\cdot 3r}{\displaystyle \Rightarrow S=6\pi r^{2}}.

Для рівностороннього циліндра можна отримати більш просту формулу для обчислення об’єму. Просто замініть висоту на подвоєний радіус у формулі об’єму прямого кругового циліндра:
- {\displaystyle V=\pi r^{2}\cdot h} {\displaystyle \Rightarrow V=\pi r^{2}\cdot 2r} {\displaystyle \Rightarrow V=2\pi r^{3}}.

## Осьовий переріз
Осьовий переріз – це перетин площини, що містить вісь циліндра, і циліндра.
У випадку прямого кругового циліндра осьовий переріз є прямокутником, оскільки твірна перпендикулярна до основи. Рівносторонній циліндр має квадратний осьовий переріз, оскільки його висота дорівнює діаметру основи .